# Bowater-Philips
Bowater-Philips was een joint venture tussen Philips en de kartonfabrikant Bowater. Deze kwam van de zijde van Philips voort uit de Philips Golfkartonfabriek.
In 1960 werd een fabriek te Gent gebouwd die ontworpen werd door Hugo Van Kuyck en zich bevindt aan de New Orleansstraat. Het werd een functioneel gebouw in strakke architectuur en voorzien van dakvleugels. Het bestond uit een fabrieksgebouw en een kantoorgebouw. Toen de fabriek in 1970 uitbrandde werd Van Kuyck opnieuw ingeschakeld bij de herbouw.
In 1983 gingen de fabrieken in Gent en Buggenhout verder onder de naam: Bowater Containers, waarna er overnamen volgden in 1987, door Eurobox en Schoellershammer en in 1988 door Eurolim.
In 1989 werd Bowater overgenomen door de SCA Groep en ging SCA Packaging heten. Deze groep, die meerdere vestigingen in België bezit, bestaat nog steeds.
In 2012 werd SCA Packaging overgenomen door DS Smith Packaging.